# كيفن بوير
كيفن بوير (بالإنجليزية: Kevin Bowyer)‏ هو عازف الأرغن وملحن بريطاني، ولد في 9 يناير 1961 في ساوثند أون سي في المملكة المتحدة.

## وصلات خارجية
- كيفن بوير على موقع ميوزك برينز (الإنجليزية)
- كيفن بوير على موقع أول ميوزيك (الإنجليزية)
- كيفن بوير على موقع ديسكوغز (الإنجليزية)